# Trogloditski Judje
Trogloditski Judje ali jamski Judje  (iz francoske besede Juifs troglodytes), so bile judovske skupnosti, ki so prebivale v umetnih jamah v gorah. Najbolj znane tovrstne skupnosti so obstajale na območju planote Gharjan (Džebel Gharjan) v gorovju Nafusa v Libiji in se običajno imenujejo Gharjanski Judje. Te skupnosti danes ne obstajajo več.

## Zgodovina
Judovska plemena, ki so živela v umetnih jamah, so bila stoletja znana v Maroku, Alžiriji in Tripolitaniji. Njihovi domovi in sinagoge so bili v jamah; na površju so bila samo pokopališča. Judovski jamski prebivalci Libije so bili znani vsaj od leta 70 n. št., ko je rimsko-judovski zgodovinar Jožef Flavij opisal Troglodytis. V 11. stoletju je dokumentacija v zvezi z judovskimi skupnostmi v Džebel Nefusu najdena v kronikah zgodovinarja Abu ʿUbajda al-Bakrija, ki spominja na mesto Giado in ga opisuje kot pomembno križišče čezsaharskih trgovskih poti, ki so gojile odnose s Fezanom in s cesarstvom Kanem-Bornu, ki je gostilo judovske skupnosti.
Ko je Španija leta 1510 napadla Tripolis, je veliko Judov pobegnilo v Gharjan (med drugim) in ti Judje so s seboj prinesli sefardsko tradicijo. Več informacij o Judih Gharjan se je začelo objavljati sredi 19. stoletja. Glavne skupine judovskih jamskih prebivalcev so bile v naselbinah Gharjan, Tigrena/Tigrina in Beni-Abas. Leta 1906 je arheolog Nahum Slouschz obiskal območje in napisal podrobno poročilo.
Med 17. in 19. stoletjem se je veliko Judov iz Džebel Nefusa izselilo v obalna mesta, predvsem v Tripolis in Gabès. Okoli leta 1914 je v regiji Džebel Nefusa ostalo med 2000 in 2500 Judov.[
Ko je Libija pridobila neodvisnost, se je večina Judov, vključno s tistimi iz Gharjana, zaradi poslabšanih razmer, kot so pogromi, preselila v Izrael.
Trenutno veliko teh jam zasedajo Libijci, ki so posodobili bivališča, vključno z dodajanjem elektrike, tekoče vode in odvodom odplak. Ta vrsta bivališča ima številne prednosti. Nekatere od teh jamskih domov se oddajajo tudi turistom.

## Kultura
Običaj življenja v hišah, vklesanih v skalo, da bi se zaščitili pred vročino, je bil skupen muslimanskim sosedom; stavbe so bile sestavljene iz prostorov, razporejenih okoli izkopanega podzemnega dvorišča s streho, ki je bila na tleh; zato so bili skriti pred ulico. Skupaj je živelo več družin, ki so si delile izkopane prostore, ki so služili kot kuhinja in shramba; trogloditske stavbe so vključevale tudi sinagogo. Čeprav so trogloditski Judje živeli v berberofonskih skupnostih, so bili arabsko govoreči in so se k berberščini zatekali le za komunikacijo z muslimani. Ta položaj je podoben položaju Judov iz Mzabske doline, ki prav tako govorijo arabsko in živijo v berberofonskih skupnostih. Vendar pa je možno, da je bila v prejšnjih časih berberščina materni jezik skupnosti. Priimki, kot so Nefousi, Ghariani in Srousi, ki izhajajo iz toponimov Džebel Nefusa, so zelo pogosti priimki v skupnosti in pričajo o izvoru teh družin iz Nefusa.